# Forge-musée d'Étueffont
La forge-musée est un musée situé à Étueffont dans le Territoire de Belfort, en Bourgogne-Franche-Comté. Il détient le label musée de France et est inscrit aux monuments historiques depuis 1993.

## Description
Cette ancienne forge familiale appartenait à la famille Petitjean jusqu'en 1980, année lors de laquelle le dernier forgeron de la famille, César Petitjean, la vendit à la mairie du village d'Étueffont (les murs ainsi que de l'outillage qu'ils contenaient). C'est donc à la suite de cette vente qu'une équipe de 15 bénévoles commença à travailler à la mise en place de ce qui allait devenir la forge-musée : elle fut inaugurée seulement un an plus tard, le 13 juin 1981.

## Membres de la famille
Liste des Petitjean ayant exercé le métier de forgeron à Étueffont.
- Nicolas-Eugène Petitjean (1813-1879)
Fils de Thiébaud Petitjean, cultivateur, il est le fondateur de la lignée de forgerons de la famille. Malgré le fait qu'il possédait certains atouts qui auraient pu faire de lui un agriculteur, il décida de se tourner vers les métiers de la maréchalerie.
Le 26 novembre 1838, il épouse Marie Louise Petitjean. Ils firent l’acquisition, le 6 février 1843, d’un bâtiment à Etueffont-Haut : il comprend, outre un logement, une grange, une écurie, et une teinturerie, qu’il transformera en forge de maréchal-ferrant.
Sa femme décède en 1847 sans lui donner d'enfant. Il se remaria l'année suivante avec Marie Françoise Corre avec qui il eut 6 enfants dont le deuxième : Jules Jean-Claude Petitjean, d’abord cultivateur mais qui deviendra par la suite maréchal ferrant.
- Jules Jean-Claude Petitjean (1850-)
Le 15 décembre 1877, il reçoit sa part d’héritage (anticipé) qui comprend en particulier la forge d’Etueffont-Haut et poursuivit dès lors l'activité de son père.
Huit jours après ce partage qui assure son avenir, il épouse Catherine Piller, originaire de la bourgade de Rougemont-le-Château. Ils auront deux enfants : une fille, Emma, et un garçon, Camille, qui tout naturellement apprendra le double métier de forgeron et de maréchal-ferrant auprès de son père.
- Camille Joseph Petitjean (1878-1952)
Il est l’unique garçon de Jules. D’une façon identique à ce qui s’était produit pour son père, Camille reçoit la responsabilité de la forge à la suite d'un partage de succession anticipé. Ainsi, en 1907, deux évènements bouleversent sa vie : son père l’installe à la forge et il prend pour épouse Marie Justine Monnier. Ils donneront le jour à quatre enfants, deux filles et deux garçons.
Au début de leur mariage, la forge continue à être une entreprise florissante. Mais bientôt face à la mécanisation agricole, les affaires déclinent. C’est pour cette raison qu’aucun de ses fils ne succèdera à son père avant la mort de ce dernier.
- César Petitjean (1908-1985)

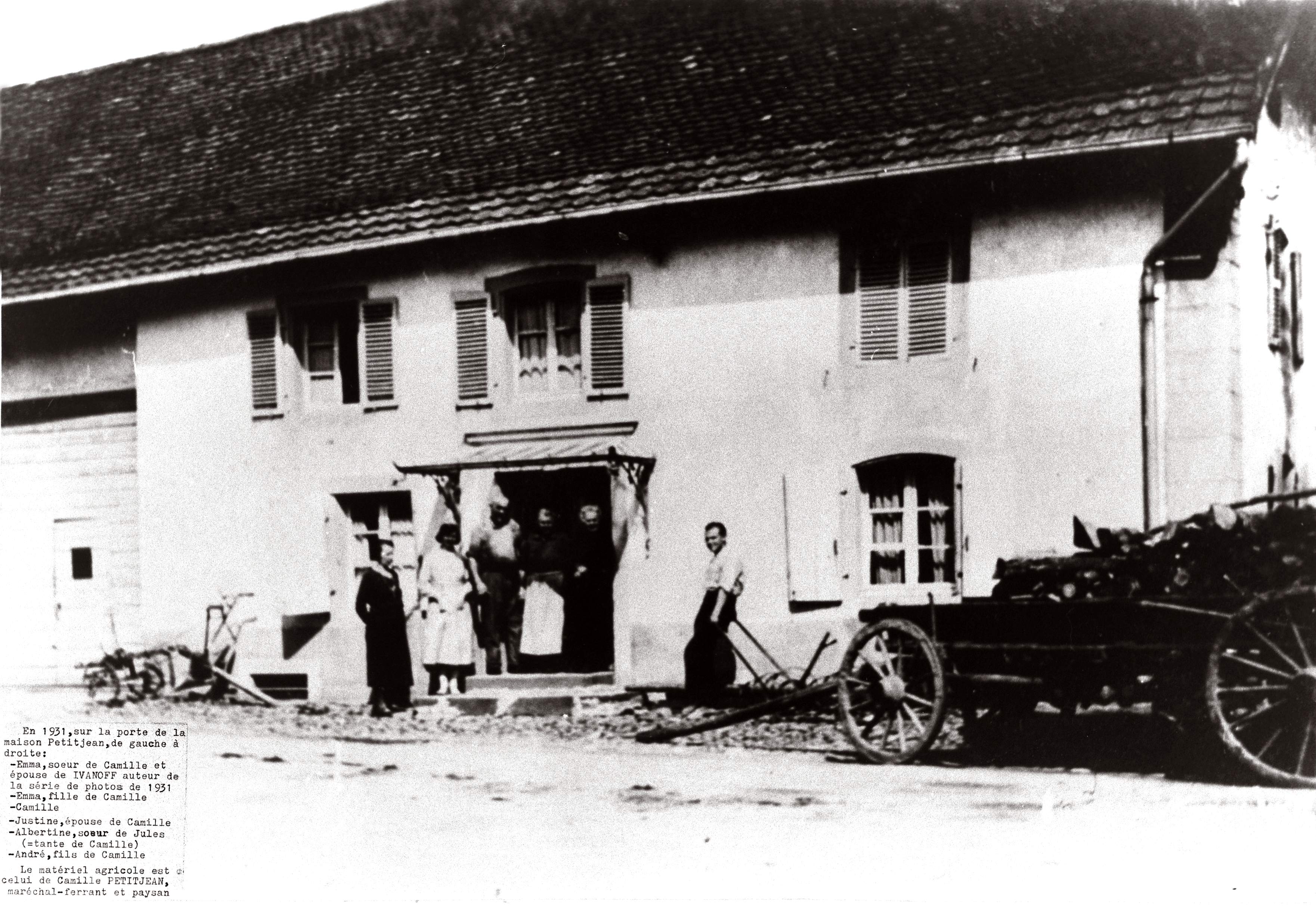
La famille Petitjean devant sa maison.

Il s’intéresse rapidement à la forge et à la maréchalerie. L’accomplissement de son service militaire en Alsace en qualité de maréchal-ferrant, lui permet de perfectionner ses acquisitions techniques mais à son retour à la vie civile, il doit se rendre à l’évidence : il n’est désormais plus possible de vivre de l’exercice du métier de forgeron-maréchal-ferrant. Aussi se reconvertit-il dans la plomberie et le chauffage. Il s’installe alors à Giromagny, avec sa femme, Marie-Louise Maillot, une institutrice qu’il a épousée en 1933.
À la mort de son père en 1952, il reste quelques bêtes à ferrer dans les villages sous-vosgiens ainsi que quelques chariots agricoles et outils à entretenir[4]. C’est pourquoi il continua tout de même à ouvrir la forge le week-end puis sur demande tout au long de sa vie. En 1977, prenant sa retraite d’artisan, il ferma définitivement la forge familiale.
Après avoir participé très activement à la mise sur pied de la Forge-Musée d’Étueffont de 1980 à 1985, faisant don au musée de l’outillage de quatre générations de forgerons, il s’éteint le 19 décembre 1985[5].